# Sabran (Àsia central)
Sabran fou una antiga ciutat de l'Àsia central, avui al Kazakhstan, una de les principals ciutats de l'Horda Blava. La ciutat tenia considerable extensió. Estava a no gaire distància de la capital Sighnak en la ruta de Yanghikent a Yassy (Turkestan). Al-Idrisi diu que fou el lloc on els turcs oghuz feien la pau o les treves i la utilitzaven com a centre comercial en temps de pau; en aquell temps (segle xi) depenia de Nukath, la capital d'Ilak (Ilek = Kanat dels Karakhànides); afegeix que després de passar la ciutat s'arribava al desert dels Ghuzz. Schuyler la situa no lluny del fort rus de Julek i diu que les seves ruïnes estaven a una certa distància de la fortalesa i per això no la va poder visitar; les ruïnes foren descrites més tard a la meitat del segle xix i contenien dues altes torres o minarets de rajola amb escales de caragol; una d'elles va caure després i l'altra fou greument damnada pels nòmades. Prop de la ciutat, hi havia el roi Kharchuk, amb la ciutat del mateix nom a la riba, a mig camí entre Sabran i Yassy.

## Història
El 1376 o 1377 Tamerlà va investir a Toktamish (que li havia demanat ajuda) amb el govern d'Otrar, Sabran, Saganak (Sighnak), Sayram, Sarai, i altres poblacions de la frontera de Quiptxaq, que de fet pertanyien a l'Horda Blava (també anomenada Horda Blanca). Timur va aportar medis materials i tropes per fer efectiva l'organització d'aquests governs. Quan Urus Khan va saber que Toktamish s'havia establert a l'est del kanat va enviar un exèrcit manat pel seu fill Kuthik Buka (Kuthigh Bugha o Kutluq Bugha), amb un exèrcit de cinc mil cavalls cap al territori, ocupat per la tribu de Jujy, que va saquejar. Les forces de Toktamish i Kutluq Bugha es van enfrontar; tot i que Kuthigh Bugha va resultar mal ferit per una fletxa, i va morir l'endemà, Toktamish fou finalment derrotat i els seus governs saquejats, i va haver de refugiar-se altre cop a Transoxiana, demanant ajut altre cop a Tamerlà.
Tamerlà Timur el va rebre encara amb mes honors que la primera vegada i li va tornar a donar medis materials i un bon nombre de tropes i el va tornar a enviar al nord (1376 o 1377). Tukta Kaja o Toktakia,fill d'Urus Khan, que volia venjar la mort del seu germà Kuthik Buka, al saber que Toktamish havia tornat a Sabran, es va reunir amb diversos amirs i van formar un exèrcit nombrós. Els dos exèrcits es van enfrontar prop del riu Sihun i Toktamish fou un altre cop derrotat i va haver de fugir creuant el Sihun nadant.
El 1377 Urus Khan va morir i el seu fill i successor Tukta Kaja (Toktakia) el va seguir al cap de pocs dies o setmanes. Tamerla va establir com a kan a Toktamish al que va deixar allí (amb tropes suficients) i va decidir retornar a Samarcanda. Toktamish es va establir a Sighnak.
Tamerlà ho considerava com una mena de protectorat però Toktamish tenia les seves pròpies idees i quan es va haver consolidat en el poder va voler expulsar les tropes timúrides (1387) i va envair els territoris orientals on havia cimentat el seu poder. Les forces de Toktamish anaven manades pels prínceps tuluïdes Bik Yarok i Ilikmish i pels amirs Aisa Beg, Satgan Bahadur i altres. Des de Sighnak es van dirigir a Sabran que fou assetjada. Estava defensada pel governador timúrida Timur Khoja ibn Ak Bugha que va resistir i finalment els atacants van aixecar el setge i van marxar cap altres llocs. Umar Xaikh, fill de Tamerlà i governador d'Andijan, va reaccionar i va marxar contra la gent de Toktamish amb les seves forces; van creuar el Sihun i van anar a trobar a l'enemic a Juklik a uns 25 km a l'est d'Otrar. Allí es va lliurar una batalla que va durar tot el dia; Umar Xaikh va avançar i va quedar aïllat dins de les línies enemigues i només per sort va poder-ne sortir i retirar-se cap a Andijan; pel seu costat les forces timúrides de reforç que havien estat enviades des de Samarcanda, foren derrotades. Els mongols de Toktamish van fer incursions a Transoxiana però no anaven a conquerir ciutats sinó a saquejar, cosa que van fer per tota la regió. Únicament a Bukharà es van ajuntar dos contingents i van fer un esforç per assetjar la ciutat. A Bukharà estaven Taji Bugha Barles i Atilmish i els amirs Yetlik Kutxin i Derbi Kutxin que van fortificar les muralles de la ciutat per defensar-la; van aconseguir refusar diversos atacs enemics i finalment els atacants van retirar-se abandonant el setge i anant a saquejar altres llocs i en concret aquestes forces van anar fins a Karshi guiats per Shah Mahmud Khuttalani, fill de Kay Khosraw Khuttalani. Després van passar per Kioiren i van arribar fins al Jihun.
El 1389 Toktamish, de concert amb el kan de Mogolistan, Kamar al-Din, va envair la vall de Fergana i va atacar Sabran, defensada per Genger Shah, Amir Lal i un dels Kutxin i la va assetjar, però com que la defensa era aferrissada va desistir de ocupar-la i es va retirar.
El 1391 en la primera gran expedició de Tamerlà contra Toktamish, va passar per Sabran el març; l'estepa oferia pocs recursos per als cavalls i mancava l'aigua. Estaven altre cop a Sabran a la tornada l'octubre del mateix any.
A començament del 1405, en la campanya a la Xina, l'exèrcit timúrida va arribar a Sabran, en concret l'ala esquerra manada per Sultan Husayn Mirza.
El 1410 el rebel amir Xaikh Nur al-Din s'havia dirigit al Mogolistan i havia obtingut el suport del kan Muhammad Khan que li havia enviat al príncep Xam-i Jahan i s'havien establert a Sairam [probablement un error per Sabran] L'amir Xah Malik va fer una expedició al país dels mogols i va obtenir força botí (hivern del 1410) i allí va poder comprovar que Xaikh Nur al-Din estava establert a Sabran i persistia en les seves ambicions. Informat l'emperador li va confirmar que com a governador d'aquella part del país podia actuar com considerés convenient.
El gener del 1411 el gran noyan (comandant en cap) Xah Malik va sortir de Samarcanda i es va dirigir a Sabran de la que Nur al-Din va fugir. Però Xah Malik se’n va adonar que una vegada retornés amb les seves tropes, Nur al-Din tornaria al lloc. Per això va escriure al governador del districte fronterer [probablement Sairam], que era Abd al-Khalik, el fill de Kodadad Husayni, demanant de preparar una emboscada; Abd al-Khalik, enemic jurat de Nur al-Din va estar d'acord i es va situar al lloc adient quan Nur al-Din tornava a Sabran. Atacat per sorpresa fou derrotat completament i va haver de fugir cap al Mogolistan amb només 30 homes. Abd al-Khalik l'hauria pogut fer presoner però va pensar que si ho feia, Xah Malik no tardaria en arrabassar-li el seu govern i el va deixar fugir, limitant-se a agafar un miler de cavalls com a botí